# Anomala semicastanea
Anomala semicastanea är en skalbaggsart som beskrevs av Leon Fairmaire 1888. Anomala semicastanea ingår i släktet Anomala och familjen Rutelidae. Inga underarter finns listade i Catalogue of Life.